# Château de Montal-lez-Arpajon
Pour les articles homonymes, voir Château de Montal et Montal (homonymie).
Le château de Montal-lez-Arpajon est un château médiéval situé à Arpajon-sur-Cère dans le Cantal. Détruit pour l'essentiel pendant la guerre de Cent Ans, une partie continuait d'être habitée à la fin du XVIIIe siècle.

## Description
Situé sur un puech élevé qui domine tout le pays, il ne subsiste qu'à l'état de vestiges et d'une chapelle castrale sous l'invocation de l'archange saint Michel qui était desservie par un prieur.

## Historique
Il s'agit d'un château primitif qui a donné son nom à la famille considérable des seigneurs de Laroquebrou et de Conros.

### Famille de Montal
La famille de Montal de Laroquebrou portait « D'azur à trois coquilles d'or au chef du même ».

### Famille de La Roque
Habité à partir du XVIIe siècle par la famille de La Roque, des seigneurs de La Moissétie et de Réquiran, connue sous le nom de La Roque-Montal.
- Jacques de La Roque était seigneur de Montal en 1737.

## Visites
Le château ne se visite pas.